# Myriad

Adobe的Myriad体被苹果电脑公司作为市场宣传

Myriad是一种西文无衬线字体，属于人文主义体，是由罗伯特·斯林巴赫（Robert Slimbach，1956年－）和卡罗·图温布利（Carol Twombly，1959年－）在1990年到1992年左右以Frutiger字体为藍本為Adobe公司设计的。

## 特征
Myriad拥有一个多控制界面可以与一个智能软件“引擎”共同工作，可以让用户通过接入一个控制界面按照各个字形的笔画粗细范围生成各种不同宽度、字重的变体版本 。
人文主义无衬线字体是一个有机的结构，吸收了旧式的衬线字体的元素。和罗曼时代文书一样，大写字母有一个水平轴线，而小写字母基于格里高利文书的模型制作。人文主义无衬线字体动态的形状和单色调颜色，通过不同的字母宽度调解平衡，给人温暖友好的感觉。可读性和友好的界面使得Myriad在印刷和显示两方面都表现出良好的适应性。

## 应用
自2002年发布eMac开始，Myriad取代Apple Garamond（Garamond的一种变体）成为苹果电脑公司新的企业指定字体。此后，其所有的市场宣传和产品都是使用Myriad字体。从iPod photo开始，其界面字体Podium Sans，与Myriad有极大相似性。不过，自2016年9月起，苹果公司用自己设计的San Francisco替代了Myriad，作为产品和宣传的新字体。
用户可以通过Adobe Acrobat Standard 7.0光碟中的data1.cab提出这个字体。
另外，香港地鐵（現為港鐵一部分）在1998年以後建築的車站，以及荔景、油麻地、九龍灣、牛頭角及觀塘站的站名，以及沿途的大部份指示牌及標語，英文均是使用Myriad字形，其餘1997年前啟用的車站纖維板上及浮雕的文字則是使用Helvetica體。
而九廣鐵路在1996年把Myriad字體加工成為Casey字體，用於其企業形象上。南京地铁在营运初期曾参考港铁将军澳线车站，将其1号线车站英文标识字体设为Myriad MM，2011年后逐步更换为方正黑体。

## 参照
- Blackwell, Lewis. 20th Century Type. Yale University Press: 2004. ISBN 0-300-10073-6.
- Fiedl, Frederich, Nicholas Ott and Bernard Stein. Typography: An Encyclopedic Survey of Type Design and Techniques Through History. Black Dog & Leventhal: 1998. ISBN 1-57912-023-7.
- Macmillan, Neil. An A–Z pf Type Designers. Yale University Press: 2006. ISBN 0-300-11151-7.